# Satkhira (distrito)
Satkhira é um distrito localizado na divisão de Khulna, em Bangladexe.
Satkhira tem uma área de 3.817,29 km². É limitado a norte por Jessore, ao sul com o baía de Bengala, a leste por Khulna, e ao oeste pelo 24 Pargana District de Bengala Ocidental, na Índia. A temperatura média anual máxima atinge 35,5 ° C (95,9 ° F); e a temperatura mínima é de 12,5 ° C (54,5 ° F). A precipitação anual é de 1710 mm (67 in). Os principais rios são o Kopotakhi, Morichap, Kholpotua, Betna, Raimangal, Hariabhanga, Ichamti, Betrabati e Kalindi-Jamuna.